# 维克托·普利索夫
维克托·瓦西里耶维奇·普利索夫（俄语：Виктор Васильевич Плисов，1935年9月14日—2021年10月2日），苏联政治人物。曾任苏共哈卡斯自治州委第一书记，第十一届最高苏维埃民族院代表，苏共二十七大代表（1986年）。

## 生平
1935年生于克拉斯诺达尔边疆区阿迪格自治州迈科普。1960年毕业于莫斯科动力学院，同年开始在季夫诺戈尔斯克参与克拉斯诺亚尔斯克水电站建设，活跃于共青团系统。1963年加入苏联共产党。1969年，任纳扎罗沃市委第一书记。1972年，任苏共阿钦斯克市委第一书记。1974年，任苏共克拉斯诺达尔边疆区委书记。1982年，任苏共哈卡斯自治州委第一书记。1983年，任克拉斯诺达尔边疆区执行委员会主席。1988年4月，任苏联运输工程部副部长兼基本建设总局局长。2021年10月2日逝世。